# William Gibson
William Ford Gibson (Conway, Carolina do Sul, Estados Unidos, 17 de março de 1948) é um escritor américo-canadense de ficção especulativa. Chamado de "profeta noir" do cyberpunk, subgênero da ficção científica, Gibson cunhou o termo "ciberespaço", em seu conto Burning Chrome e posteriormente popularizou o conceito em seu romance de estreia e obra mais conhecida, Neuromancer, de 1984, primeiro volume da aclamada trilogia Sprawl. Prevendo o ciberespaço, Gibson criou uma iconografia para a era da informação antes da onipresença da internet na década de 1990. Também é creditado a ele a previsão do surgimento da "televisão de realidade/reality show" e de estabelecer as bases conceituais para o rápido crescimento de ambientes virtuais como jogos e internet. Gibson é um dos mais conhecidos escritores de ficção científica norte-americana, festejado pelo The Guardian em 1999 como "provavelmente o mais importante romancista das duas décadas passadas". Ele tem escrito mais de vinte contos e nove romances aclamados pela crítica (um em colaboração), e contribuiu com artigos para várias importantes publicações e colaborou bastante com performances de artistas, cineastas e músicos. Seu pensamento tem sido citado como uma influência em autores de ficção científica, design, acadêmico, cibercultura e tecnologia.
É também roteirista, tendo escrito o roteiro do filme Johnny Mnemonic - O Cyborg do Futuro baseado em um conto escrito por ele em 1981, dois episódios da série de televisão Arquivo X e o primeiro roteiro de Alien 3 que foi posteriormente reescrito e modificado.
Os conceitos e ideias de Gibson influenciaram diretamente a trilogia cinematográfica Matrix, de autoria das Irmãs Wachowski.

## Biografia

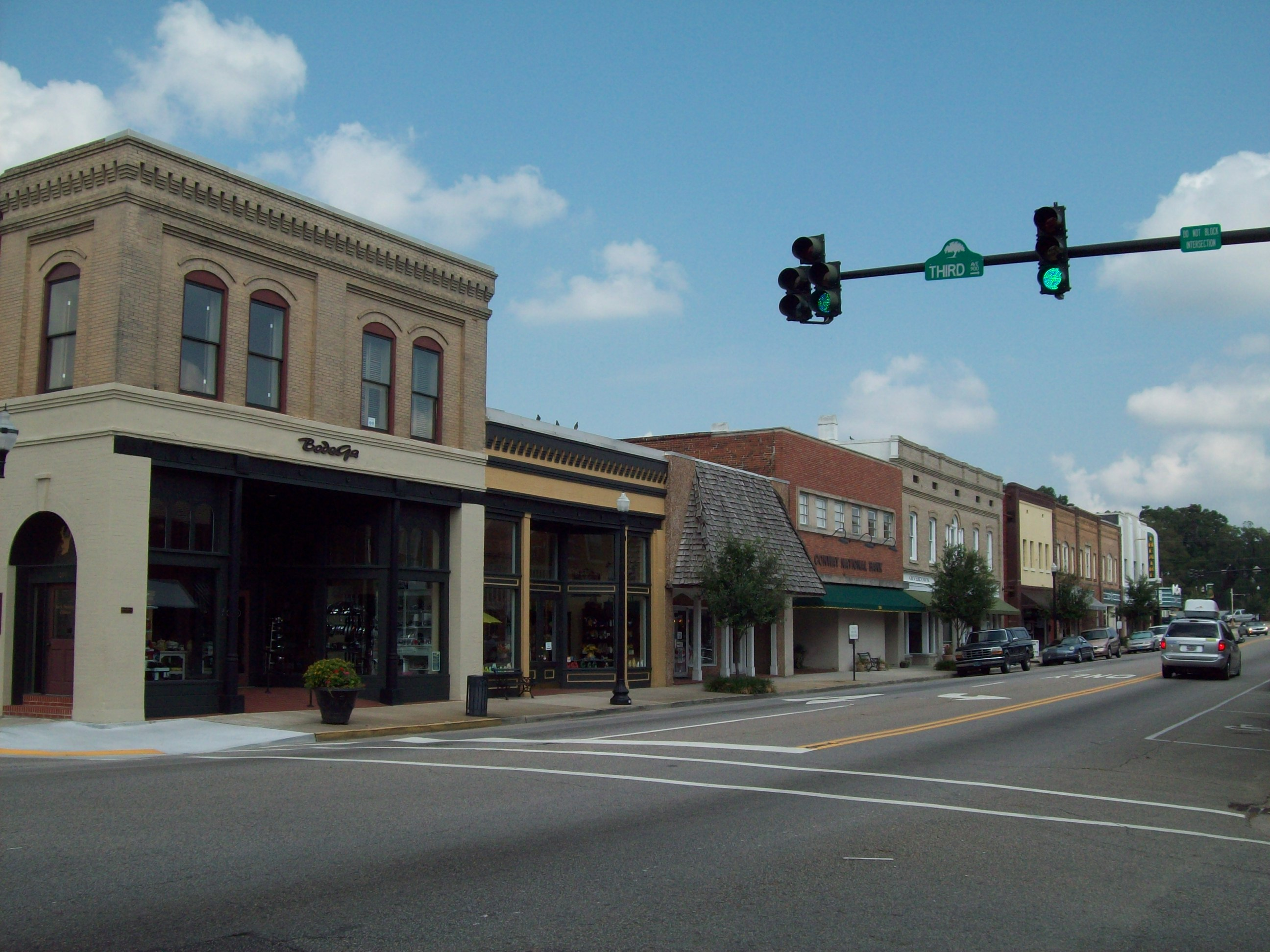
Conway, Carolina do Sul, cidade natal do autor

William Ford Gibson nasceu na cidade de Conway, condado de Horry, na Carolina do Sul, Região Sul dos Estados Unidos, no dia 17 de março de 1948. No entanto, passou a maior parte de sua infância na pequena cidade de Wytheville, no estado da Virgínia, terra natal de seus pais. Ele e sua família se mudavam frequentemente durante sua pré-adolescência até seu pai conseguir uma posição estável de gerente local em uma  empresa de construção civil de Norfolk, Virgínia, cidade na qual William e sua família se estabeleceram a partir de então. Lá, William, com seus 10 para 11 anos de idade, começou a frequentar a Pines Elementary School, onde a falta de incentivo para ele ler dos professores era uma causa de desânimo para seus pais, que sempre o incentivaram a ser um leitor ávido. Aos 11 anos de idade, em 1959, seu pai faleceu.
Logo depois da morte de seu marido, a mãe de William mudou-se com ele de Norfolk para Wytheville, aonde morava a maioria de sua família. Posteriormente, Gibson diria sobre Wytheville: "um lugar onde a modernidade tinha chegado até certo ponto, mas estava profundamente estagnada". Foi nesta época que William começou a conhecer a literatura de ficção científica, pela qual se apaixonou no mesmo instante. Naquele período de sua vida, em 1960, com 12 anos de idade recentemente completados, Gibson experimentou uma vida reclusa, aonde sua única companhia eram os vastos romances de ficção científica que lia fervorosamente. Nessa mesma época, Gibson já acalentava secretamente que "a coisa que mais queria no mundo era ser um autor de ficção científica". Esse seu desejo o prejudicou em seu rendimento escolar na época, na escola George Wythe High School em Wytheville, aonde passava a maior parte de seu tempo lendo livros de ficção científica. Aos treze anos, sem o conhecimento de sua mãe, William comprou, ao juntar sua mesada por vários meses, uma antologia da Beat generation, uma prodigiosa geração de autores dos Estados Unidos que, por meio de suas obras, conseguiram influenciar toda uma geração de americanos no período pós-Segunda Guerra Mundial até os anos 1960. Foi por meio dessa antologia que Gibson conheceu escritores como Allen Ginsberg, Jack Kerouac e William S. Burroughs. Posteriormente, Gibson diria que, Burroughs especialmente, o fez tomar consciência da gama de possibilidades da literatura de ficção.

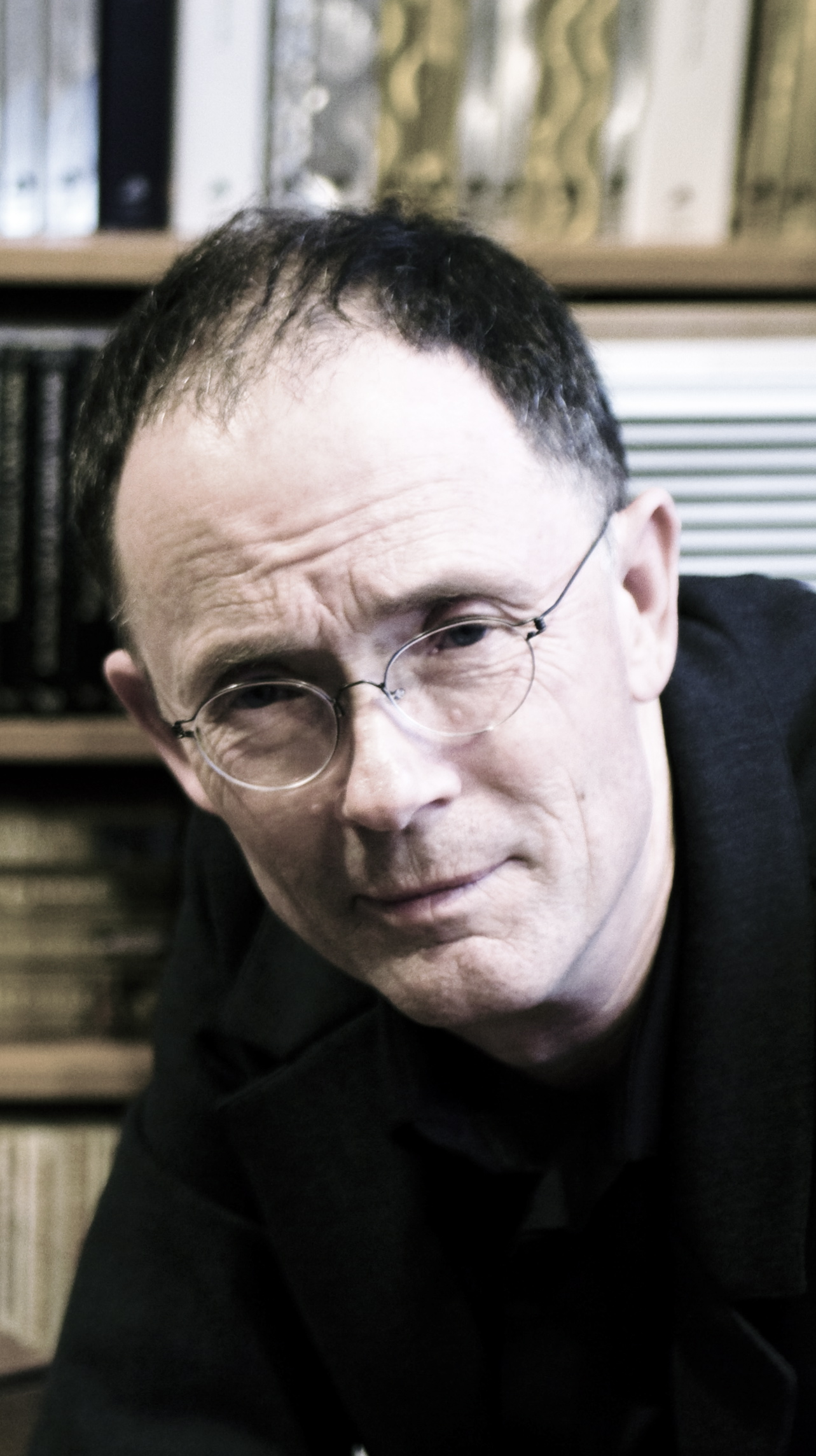
William Gibson em 2008

Aos 15 anos, ganhou uma bolsa para estudar em uma instituição particular, Southern Arizona School for Boys, situada na cidade de Tucson, no Arizona, que era também um colégio interno. Dois anos mais tarde, sem completar seu curso na Southern Arizona, Gibson evitou de ser convocado durante a Guerra do Vietnã, emigrando para o Canadá em 1968, onde tornou-se imerso na contracultura e depois de se estabelecer em Vancouver, tornou-se um escritor em tempo integral. Ele mantém a dupla cidadania. As primeiras obras de Gibson são bastante sombrias, estórias de um futuro próximo noir sobre o efeito da cibernética e a redes de computadores nos seres humanos, uma combinação de vida pobre (lowlife) e alta tecnologia (high tech). Os contos foram publicados em populares revistas de ficção científica. Os temas, cenários e personagens desenvolvidos nessas histórias culminaram em seu primeiro romance Neuromancer, sucesso comercial e de crítica, praticamente iniciando o gênero literário cyberpunk.
Embora grande parte da reputação de Gibson permanecer associada com Neuromancer, seu trabalho continuou a evoluir. Após a expansão desta primeira obra com dois romances que completaram a distópica trilogia Sprawl, Gibson se tornou um importante autor de outro subgênero da ficção científica, o steampunk, com o romance de história alternativa A Máquina Diferencial (1990), escrita com Bruce Sterling. Na década de 1990, ele compôs a trilogia Bridge, que se concentrou em observações sociológicas de um futuro próximo de ambientes urbanos e capitalismo tardio. Seus mais recentes romances, Reconhecimento de Padrões (2003), Spook Country (2007) e Zero History (2010) são definidos em um mundo contemporâneo e o colocaram pela primeira vez nas listas mainstream dos mais vendidos.